# Michel Mourlon

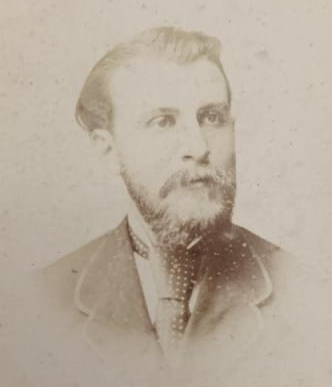

Michel Félix Mourlon (Sint-Jans-Molenbeek, 11 mei 1845 - Watermaal-Bosvoorde, 25 december 1915) was een Belgisch geoloog en paleontoloog.

## Biografie

### Familie
Michel Mourlon was een zoon van Charles Mourlon (1810-1875), Frans officier en industrieel, en Sophie Gendebien (1815-1883). Hij was een kleinzoon van Alexandre Gendebien, advocaat, lid van het Voorlopig Bewind, lid van het Nationaal Congres, minister van Justitie, volksvertegenwoordiger en gemeenteraadslid van Brussel. Hij was een broer van ingenieur Charles Mourlon (1851-1932), die samen met Georges Leclanché een batterijproductieplaats oprichtte en een schoonzoon van architect Wynand Janssens.
Hij trouwde in 1875 in Brussel met Julie Borel (1856-1895), dochter van Jules-François Borel, consul-generaal van Zwitserland, en schoonzus van Auguste Beernaert, premier en winnaar van de Nobelprijs voor de Vrede. Zij overleed bij een treinongeluk in Céroux-Mousty. Ze kregen twee zoons en drie dochters.
- Valentine Mourlon (1876-1962), trouwde in 1895 in Brussel met Paul de Laveleye (1872-1911), advocaat, zoon van Georges de Laveleye, econoom en bankier. Ze kregen vier zoons en zeven dochters, met afstammelingen tot heden.
- Georges Mourlon Beernaert (1877-1933), industrieel, trouwde in 1901 in Brussel met Gabrielle van der Rest (1882-1953), zus van Maurice van der Rest en nicht van Léon van der Rest. Ze kregen zeven zoons en zeven dochters. Bij Koninklijk Besluit van 26 juli 1913 mocht hij zijn naam wijzigen in Mourlon Beernaert, naar zijn kinderloos overleden oom Auguste Beernaert.
- Cécile Mourlon (1878-1966), trouwde in 1898 in Brussel met Léon Rycx (1872-1949), advocaat. Ze kregen vijf zoons en vier dochters, met afstammelingen tot heden.
- Adrienne Mourlon (1880-1951), schepen van Watermaal-Bosvoorde. Ze bleef vrijgezel.
- Pierre Mourlon Beernaert (1889-1914), advocaat, trouwde in 1911 met Yvonne de Marteau (1888-1985). Hij kwam om het leven tijdens de Slag om de IJzer. Ze kregen een zoon en een dochter, met afstammelingen tot heden. Hun kleindochter trouwde met Eric Boyer de la Giroday, bankier. Bij Koninklijk Besluit van 26 juli 1913 mocht hij zijn naam wijzigen in Mourlon Beernaert, naar zijn kinderloos overleden oom Auguste Beernaert.

### Loopbaan
Mourlon studeerde tussen 1863 en 1867 aan de Université libre de Bruxelles. In het laatste jaar promoveerde hij op een proefschrift over de oorzaken van vulkanisme en aardbevingen.
Vanaf 1869 werkte hij in het Natuurhistorisch Museum in Brussel, vanaf 1872 als conservator. Zijn onderzoek voor het museum was met name gericht op de studie van fossiele schelpen (conchologie). Vanaf 1878 werkte hij met Édouard Dupont aan het karteren van de geologie van België voor de Belgische Geologische Dienst. Zijn werk bestond aanvankelijk met name uit het verfijnen van de stratigrafie van het late Devoon van de Ardennen, aan de hand van fossiele mollusken. Hij deed echter ook onderzoek naar de jongere, Mesozoïsche, Tertiaire en Kwartaire afzettingen van de Condroz en in het noorden van Vlaanderen, en de daarin gevonden fossielen.
Na de stichting van de Administratie van het Mijnwezen werd Mourlon in 1897 directeur van deze nieuwe instelling. Hij bleef in deze functie tot zijn pensioen in 1912.